# Karl Friedrich von Steinmetz
Karl Friedrich von Steinmetz (n. 27 decembrie 1796 - d. 2 august 1877) a fost un feldmareșal prusac, mai târziu german (după 1871). 

## Biografie
S-a născut la 25 decembrie 1796 în Eisenach iar educația a primit-o la corpurile de cadeți din Kulmerskom și Berlin.
În campaniile de 1813 și 1814, Steinmetz ca locotenent în 1 corp de infanterie al lui Wartenburg, a luat parte la mai multe bătălii împotriva francezilor, pentru curajul în luptă fiind distins cu Crucea de Fier.
În 1819, a fost transferat la Regimentul al 2-lea de Gardă, la care a servit pentru o perioadă scurtă de timp; în anul următor a fost repartizat la școala militară Belinsky, iar în 1824 a fost admis la Departamentul topografic al Statului Major General prusac. În 1828, Steinmetz a fost ridicat la rang de căpitan. După ce în 1839 a fost promovat maior, Steinmetz a fost numit comandant al batalionului Düsseldorf Landwehr iar în 1841 comandant al batalionului-gardă de rezervă Spandau.
În campania din 1848 împotriva danezilor Steinmetz a comandat al 2-lea batalion și apoi regimentul al 32-lea, fiind decorat cu ordinul "Pour le Mérite". Cu puțin înainte de sfârșitul ostilităților Steinmetz a fost promovat colonel iar în 1851 a fost numit director al Corpului de Cadeți din Berlin. În 1854, a fost promovat la gradul de colonel și desemnat comandant militar la Magdeburg, după care a devenit general-maior, iar șase luni mai târziu a fost ridicat până la general-locotenent pe când comanda divizia 1 la Königsberg. În 1862 a fost numit comandant al corpulului al 2-lea de armată, iar din 1864, al celui de-al 5-lea.
În fruntea Corpului al 5-lea Steinmetz a luat parte la războiul contra Austriei, și a învins la Nachod, Skalitz și Schweinschädel. El de asemenea a avut o contribuție însemnată la victoria decisivă în bătălia de la Königgrätz. De atunci, Steimetz împreună cu Moltke au fost considerați unii dintre generalii prusaci cei mai străluciți.
De la începutul războiului franco-prusac Steinmetz a preluat comanda Armatei 1 și a luptat în bătăliile de la Spicheren și Borny-Colombey. În timpul bătăliei de la Gravelotte o acțiune neglijentă a lui Steimetz a dus la pierderi masive în rândul efectivelor trupelor prusace, motiv pentru care armata sa a fost plasată sub supravegherea directă a prințului Friedrich Karl În timpul asediului Metz-ului, neînțelegerile dintre Steimentz și prinț au dus în final la eliminarea de pe teatrul de operațiuni a celui dintâi prin numirea sa în funcția de guvernator general în Poznan. 
Imediat după război, după ce a fost ridicat la rangul de feldmareșal și s-a retras din rândurile armatei, a trăit în Görlitz. Steinmetz a murit la 4 august 1877 în Bad Landeck, unde se afla la tratament.
- Bernhard von Poten. Steinmetz, Karl Friedrich von // Allgemeine Deutsche Biographie (ADB). Band 36. — Leipzig: Duncker & Humblot, 1893. — S. 10—19.
- Jürgen Hahn-Butry (Hrsg.): Preußisch-deutsche Feldmarschälle und Großadmirale. Safari, Berlin 1937.
- Siegfried Fiedler: Generalfeldmarschall Carl Friedrich von Steinmetz. In: Deutsches Soldatenjahrbuch 1971. Schild Verlag, München 1971, Seite 291 ff.